# Колупаїха
Колупаї́ха (рос. Колупаиха) — присілок у складі Тотемського району Вологодської області, Росія. Входить до складу П'ятовського сільського поселення.

## Населення
Населення — 1 особа (2010; 0 у 2002).